# Antroposthia
Antroposthia är ett släkte av plattmaskar. Antroposthia ingår i familjen Antroposthiidae.
Kladogram enligt Catalogue of Life:
| Antroposthia | \| \| Antroposthia axi \| \| \| \| \| \| Antroposthia unipora \| \| \| \| |
|              | \| \| Antroposthia axi \| \| \| \| \| \| Antroposthia unipora \| \| \| \| |
|              | Adenopea                                                                  |
|              |                                                                           |
|              | Convoluella                                                               |
|              |                                                                           |
|              | Unantra                                                                   |
|              |                                                                           |
|              | Antroposthia axi                                                          |
|              |                                                                           |
|              | Antroposthia unipora                                                      |
|              |                                                                           |

|  | Antroposthia axi     |
|  |                      |
|  | Antroposthia unipora |
|  |                      |